# 打鼓坪乡
打鼓坪乡是中华人民共和国湖南省永州市双牌县下辖的一个乡。

## 行政区划
打鼓坪乡下辖以下村级行政区划单位：
小南头村、单江村、东河源村、西河源村、打鼓坪村、双丰村和黄土岌村。